# Július Kálmán
Július Kálmán (Pozsony, 1911. május 17. – Pozsony, 1991. augusztus 17.) művészettörténész, muzeológus, publicista.

## Élete
1938-1940 között az Szlovák Oktatási és Közművelődési Minisztérium műemlékvédelmi osztályán dolgozott. Később a Kormány műemlékvédelmi komisszariátusán. 1945-1951 között a Pozsony Városi Múzeum igazgatója volt. 1954-1955-ben a Szlovák Nemzeti Múzeum munkatársa, illetve a Comenius Egyetem Pedagógiai Karának és a Képzőművészeti Főiskola oktatója. 1965-1969 között Pozsony Városi Múzeum szakdolgozója. 1969-1973 között a Szlovák Tudományos Akadémia Enciklopédiai Intézetében dolgozott.
Elsősorban a szlovákiai képzőművészet és kézművesség történetével foglalkozott. A Pozsonyi Városi Múzeum történeti állandó kiállításának egyik kialakítója.

## Művei
- 1944 Renesančná plastika na Slovensku
- 1944 Galanda
- 1948/1981 Primaciálny palác
- 1954 Bratislavský hrad
- 1955 Múzejníctvo
- 1971 Dóm
- 1978 Jozef Božetech Klemens